# ییندرژیخوو هرادتس
یْیندْرْژیخوو هْرادِتس (به چکی: Jindřichův Hradec) شهری در منطقه بوهمیای جنوبی کشور جمهوری چک است که جمعیت آن در سال ۲۰۰۷ میلادی ۲۲٫۴۶۴ نفر بوده‌است.